# Atsuhiro Miura
Pour les articles homonymes, voir Miura (homonymie).
Atsuhiro Miura (三浦淳宏, Miura Atsuhiro), né le 24 juillet 1974 , à Ōita, est un joueur de football ancien international japonais.

## Carrière

### Débuts prometteurs chez les Flügels
Atsuhiro Miura débute en 1995 sous le maillot des Flügels et dispute lors de sa première saison cinquante-trois matchs. Il devient vite un élément important de l'équipe. Il y reste pendant quatre saisons mais n'arrive pas à décrocher le moindre trophée.

### Débuts sous le maillot national et transfert chez les Marinos
Le joueur nippon ne change pas de ville mais de club optant pour les Yokohama F·Marinos en 1999. Il est sélectionné pour la Copa América 1999 avec le Japon après que celle-ci était invité par la CONMEBOL, ils ne passent pas le premier tour.
Miura remporte la Coupe d'Asie en 2000 avec le Japon après la victoire contre l'Arabie saoudite 1-0. Miura quitte les Marinos en 2000 pour Tokyo.

### Tokyo Verdy et Kobe
Il infiltre les rangs des Verdy au début de la saison 2001 et effectue une saison galère où le club finit 14e juste avant la zone de relégation. Atsuhiro ne voit pas grand-chose de la saison 2002 puisqu'il joue huit matchs. La saison 2003 voit Tokyo améliorer son classement avec une 8e place et termine 9e en 2004.
Il conserve son titre de champion d'Asie avec le Japon en 2004 après une victoire en finale contre la Chine sur un score de 3-1.
Il quitte Tokyo pour Kobe mais il finit bon dernier avec son nouveau club en 2005 mais revient en 2007.

### Descente en J-League 2
Il quitte Kobe au cours de la saison 2007 pour le Yokohama FC; le club est relégué en seconde division en 2007 et n'arrive pas à remonter parmi l'élite depuis cette descente.
Le 4 avril 2011, il annonce la fin de sa carrière.

## Palmarès
- Vainqueur de la Coupe d'Asie 2000
- Vainqueur de la Coupe d'Asie 2004